# 寿浅グループ
寿浅グループ（じゅあさグループ）は、北海道伊達市に本社を置く企業グループ。小売、通信、サービス業が主体。登別市、室蘭市に支店がある。
創業者 壽淺儀市は、1911年(大正5年)4月に四国徳島県より、北海道手塩国中川郡中川村誉二地区、通称ポンピラ旧市街に入植。
1916年（大正5年)4月に同所、北海道中川郡中川町(手塩中川)で創業され、昭和5年に胆振管内の有珠郡伊達町(現在の伊達市)へ移転。
二代、壽淺弘幸(伊達商工会議所 第10代会頭)が業容拡大。株式会社伊達斎場を設立。
三代、代表取締役社長は、寿浅雅俊。現伊達商工会議所会頭。